# Trzcinno (województwo pomorskie)
Trzcinno (niem. Rohr, kaszub. Rëbôcczé Hëtë) – wieś w Polsce położona na Pojezierzu Bytowskim, w województwie pomorskim, w powiecie bytowskim, w gminie Miastko, nad wschodnim brzegiem jeziora Trzcińskiego.
W latach 1975–1998 miejscowość administracyjnie należała do województwa słupskiego.

## Zabytki
Według rejestru zabytków NID na listę zabytków wpisane są:
- kościół ewangelicki, obecnie rzymskokatolicki pw. Macierzyństwa NMP, szachulcowy, z XVIII w., nr rej.: A-268 z 23.03.1960. Posiada niską wieżę o dolnym członie szerokości nawy, wnętrze barokowe[4].
- zespół pałacowy wybudowany w drugiej połowie XIX i XX w.[5] przez  von Massow[6]. W skład zespołu wchodzą:
- Pałac w Trzcinnie. Piętrowy klasycystyczny pałac nakryty dachem mansardowym, elewacje ożywione pilastrami, trzykondygnacyjny ryzalit zamknięty owalnym frontonem, w jego tympanonie herby rycerskie[4].
- park.